# 벨몬트 보고서
벨몬트 보고서(Belmont Report)는 1978년에 생물의학 및 행동 연구의 인간 피험자 보호를 위한 국가위원회(National Commission for the Protection of Human Subjects of Biomedical and Behavioral Research)가 작성한 보고서이다. 전체 제목은 벨몬트 보고서: 연구 대상 인간 대상 보호를 위한 윤리적 원칙 및 지침, 생물의학 및 행동 연구 대상 인간 대상 보호를 위한 국가 위원회 보고서이다.
벨몬트 보고서는 인간 대상 연구에 대한 윤리적 원칙과 지침을 요약한다. 인간 존중, 자비, 정의라는 세 가지 핵심 원칙이 확인되었다. 적용의 세 가지 기본 영역은 사전동의, 위험 및 이점 평가, 연구에서 인간 피험자 선택으로 명시되었다.
이 보고서는 처음 보고서 초안을 작성할 때 국가위원회가 모였던 벨몬트 컨퍼런스 센터의 이름을 따서 벨몬트 보고서라고 명명되었다. 볼머(Vollmer)와 하워드(Howard)에 따르면 벨몬트 보고서는 독립적인 결정을 내릴 수 없는 미래의 주체에게 때로는 찾기 어려울 수 있는 긍정적인 해결책을 제공한다.

## 같이 보기
- 미국의 비윤리적 인체 실험
- 임상시험
- 사전동의
- 터스키기 매독 실험